# 48-я дальне-бомбардировочная авиационная дивизия
48-я дальне-бомбардировочная авиационная дивизия (48-я дбад) — авиационное соединение Военно-Воздушных сил (ВВС) Вооружённых Сил РККА дальней бомбардировочной авиации, принимавшее участие в боевых действиях Великой Отечественной войны.

## История наименований дивизии
- 48-я дальне-бомбардировочная авиационная дивизия;
- 52-я дальне-бомбардировочная авиационная дивизия;
- 52-я авиационная дивизия дальнего действия;
- 24-я авиационная дивизия дальнего действия;
- 3-я гвардейская авиационная дивизия дальнего действия;
- 3-я гвардейская авиационная Днепропетровская дивизия дальнего действия;
- 13-я гвардейская бомбардировочная авиационная Днепропетровская дивизия;
- 13-я гвардейская бомбардировочная авиационная Днепропетровско-Будапештская ордена Суворова дивизия;
- 13-я гвардейская тяжёлая бомбардировочная авиационная Днепропетровско-Будапештская ордена Суворова дивизия.

## История и боевой путь дивизии

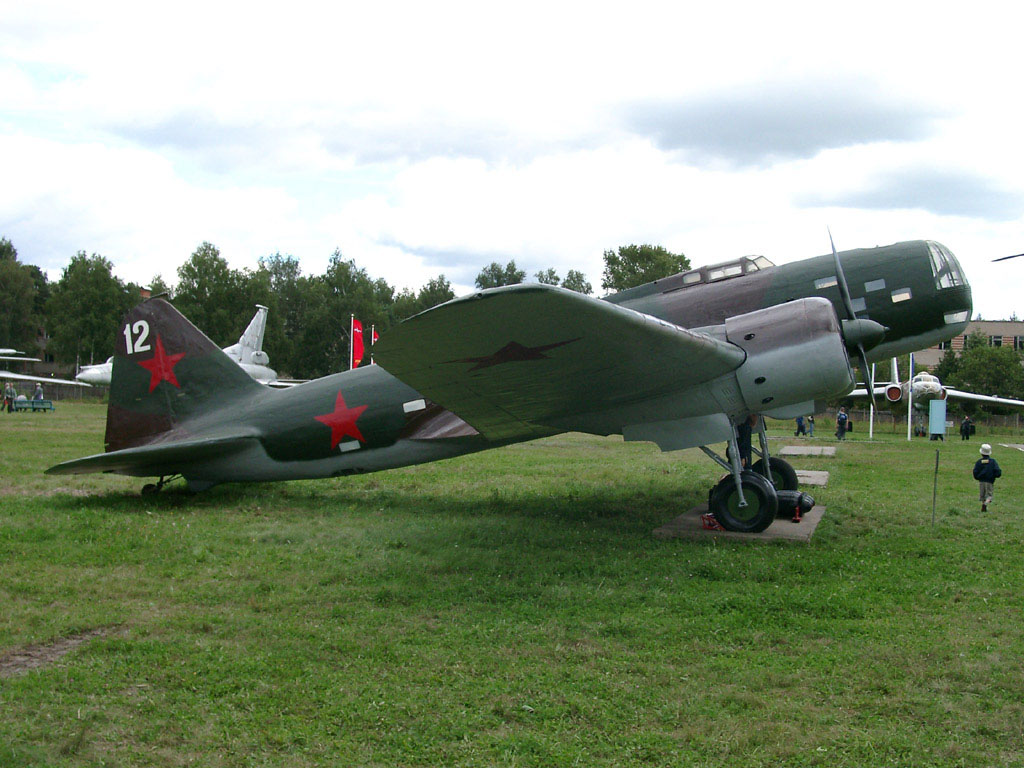
ДБ-3 дивизии

48-я дальне-бомбардировочная авиационная дивизия сформирована на аэроузле Курск в соответствии с Постановлением СНК СССР СНК № 1344-524сс от 25 июля 1940 года. Дивизия именовалась в различных документах по-разному:
- 48-я авиационная дивизия;
- 48-я дальняя бомбардировочная авиационная дивизия;
- 48-я дальне-бомбардировочная авиационная дивизия;
- 48-я дальнебомбардировочная авиационная дивизия.

48-я дальне-бомбардировочная авиационная дивизия сформирована в составе четырёх полков:
- управление и штаб (Курск);
- 51-й дальнебомбардировочный авиационный полк на самолётах ДБ-3М;
- 220-й дальнебомбардировочный авиационный полк на самолётах ДБ-3Ф;
- 221-й дальнебомбардировочный авиационный полк на самолётах ДБ-3Ф,
- 222-й дальнебомбардировочный авиационный полк на самолётах ДБ-3Ф.

Дивизия принимала участие в операциях:
- Приграничные сражения с 22 июня 1941 года по 29 июня 1941 года;
- Киевская стратегическая оборонительная операция с 7 июля 1941 года по 20 августа 1941 года.

20 августа 1941 года на основании Приказа НКО № 0064 от 13 августа 1941 года 48-я дальне-бомбардировочная авиационная дивизия, 18-я авиационная дивизия и 35-я дальне-бомбардировочная авиационная дивизия обращены на укомплектование 52-й дальней бомбардировочной авиационной дивизии. 51-й, 220-й, 211-й и 222-й дальнебомбардировочные авиационные полки на самолётах ДБ-3Ф принимали участие в боевых действиях с первого дня войны. 20 августа 1941 года 220-й, 211-й и 222-й дальнебомбардировочные авиационные полки расформированы, большая часть оставшихся лётных экипажей и весь технический состав направлен для переподготовки в запасный авиационный полк. 51-й дальнебомбардировочный авиационный полк вошёл в состав 52-й дальней бомбардировочной авиационной дивизии.

### В действующей армии
В составе действующей армии дивизия находилась с 22 июня 1942 года по 20 августа 1941 года.

### Командир дивизии
| Звание    | Имя                         | Период                                  | Примечание |
| --------- | --------------------------- | --------------------------------------- | ---------- |
| Полковник | Буянский Николай Николаевич | август 1940 года — 20 августа 1941 года |            |

### В составе объединений
| Дата          | Армия                            | Корпус                                                                   |
| ------------- | -------------------------------- | ------------------------------------------------------------------------ |
| 05.11.1940 г. | Орловский военный округ          | 2-й бомбардировочный авиационный корпус дальней бомбардировочной авиации |
| 22.06.1941 г. | Дальняя бомбардировочная авиация | 2-й бомбардировочный авиационный корпус дальней бомбардировочной авиации |
| 20.08.1941 г. | Дальняя бомбардировочная авиация | 2-й бомбардировочный авиационный корпус дальней бомбардировочной авиации |

## Части и отдельные подразделения дивизии
За весь период своего существования боевой состав дивизии оставался постоянным:
| Период                     | Наименование                                  | Вооружение                |
| -------------------------- | --------------------------------------------- | ------------------------- |
| 05.11.1940 — 13.08.1941 г. | 51-й дальнебомбардировочный авиационный полк  | ДБ-3, передан в 52-ю дбад |
| 05.11.1941 — 20.08.1941 г. | 220-й дальнебомбардировочный авиационный полк | ДБ-3, расформирован       |
| 05.11.1941 — 21.08.1941 г. | 221-й дальнебомбардировочный авиационный полк | ДБ-3, расформирован       |
| 05.11.1941 — 21.08.1941 г. | 222-й дальнебомбардировочный авиационный полк | ДБ-3, расформирован       |